# 유리 사페가
유리 니콜라예비치 사페가(러시아어: Ю́рий Никола́евич Сапе́га, 1965년 1월 1일~2005년 9월 29일)는 러시아의 배구 선수, 지도자이다. 현역 시절 포지션은 미들블로커였으며 소련 대표팀의 일원으로 1988년 하계 올림픽에서 은메달을 획득했다.
CSKA 모스크바에서 대부분의 선수 경력을 보냈으며 소련 말기에 이탈리아로 건너가 팔라볼로 파도바 소속으로 활동했다. 은퇴 후 배구 지도자가 되었으나 2005년 9월 심장 마비로 사망했다.